# Embranchement Morneau (La Vallée-du-Richelieu)
Pour d'autres lieux du même nom, voir Morneau .
L'embranchement Morneau est un cours d'eau agricole située à Saint-Charles-sur-Richelieu au Québec (Canada),,.
L'embranchement Morneau fait partie du bassin versant de la rivière Richelieu. 